# Coppa della Polinesia
La Coppa della Polinesia (in inglese: Polynesia Cup) fu una competizione calcistica alla quale parteciparono le squadre nazionali dei Paesi della Polinesia aderenti alla OFC. Per tutte le edizioni il torneo valse anche come qualificazione per la Coppa delle nazioni oceaniane.

## Albo d'oro
| Vittorie | Nazione | Anno/i           |
| -------- | ------- | ---------------- |
| 3        | Tahiti  | 1994, 1998, 2000 |

## Edizioni
| Coppa della Polinesia | Coppa della Polinesia | Coppa della Polinesia | Coppa della Polinesia | Coppa della Polinesia | Coppa della Polinesia | Coppa della Polinesia | Coppa della Polinesia | Coppa della Polinesia | Coppa della Polinesia | Coppa della Polinesia | Coppa della Polinesia | Coppa della Polinesia | Coppa della Polinesia | Coppa della Polinesia | Coppa della Polinesia | Coppa della Polinesia | Coppa della Polinesia |
| --------------------- | --------------------- | --------------------- | --------------------- | --------------------- | --------------------- | --------------------- | --------------------- | --------------------- | --------------------- | --------------------- | --------------------- | --------------------- | --------------------- | --------------------- | --------------------- | --------------------- | --------------------- |
| Anno                  | Paese ospitante       |                       | Classifica finale     | Classifica finale     | Classifica finale     | Classifica finale     | Classifica finale     | Classifica finale     | Classifica finale     | Classifica finale     | Classifica finale     | Classifica finale     | Classifica finale     | Classifica finale     | Classifica finale     | Classifica finale     |                       |
| Anno                  | Paese ospitante       | Campione              | Campione              | Campione              | 2º posto              | 2º posto              | 2º posto              | 3º posto              | 3º posto              | 3º posto              | 4º posto              | 4º posto              | 4º posto              |                       |                       |                       |                       |
| 1994 Dettagli         | Samoa                 | Tahiti                | Tahiti                | Tahiti                | Tonga                 | Tonga                 | Tonga                 | Samoa                 | Samoa                 | Samoa                 | Samoa Americane       | Samoa Americane       | Samoa Americane       |                       |                       |                       |                       |
| 1998 Dettagli         | Isole Cook            | Tahiti                | Tahiti                | Tahiti                | Isole Cook            | Isole Cook            | Isole Cook            | Samoa                 | Samoa                 | Samoa                 | Tonga                 | Tonga                 | Tonga                 |                       |                       |                       |                       |
| 2000 Dettagli         | Polinesia francese    | Tahiti                | Tahiti                | Tahiti                | Isole Cook            | Isole Cook            | Isole Cook            | Samoa                 | Samoa                 | Samoa                 | Tonga                 | Tonga                 | Tonga                 |                       |                       |                       |                       |

## Piazzamenti
| Squadra         | 1º | 2º | 3º | 4º |
| Tahiti          | 3  | 0  | 0  | 0  |
| Isole Cook      | 0  | 2  | 0  | 0  |
| Tonga           | 0  | 1  | 0  | 2  |
| Samoa           | 0  | 0  | 3  | 0  |
| Samoa Americane | 0  | 0  | 0  | 1  |

## Partecipazioni e prestazioni nelle fasi finali
| Nazionale            | Coppa della Polinesia | Coppa della Polinesia | Coppa della Polinesia | Partecip. | Vittorie |
| Nazionale            | 1994                  | 1998                  | 2000                  | Partecip. | Vittorie |
| -------------------- | --------------------- | --------------------- | --------------------- | --------- | -------- |
| Tahiti               | 1°                    | 1°                    | 1°                    | 3         | 3        |
| Tonga                | 2°                    | 4°                    | 4°                    | 3         | -        |
| Samoa                | 3°                    | 3°                    | 3°                    | 3         | -        |
| Samoa Americane      | 4°                    | 5°                    | 5°                    | 3         | -        |
| Isole Cook           | -                     | 2°                    | 2°                    | 2         | -        |
| Squadre partecipanti | 4                     | 5                     | 5                     | Edizioni  | 3        |

Legenda: 1° = Primo classificato, 2° = Secondo classificato, 3° = Terzo classificato, 4° = Quarto classificato, 5° = Quinto classificato, - = Non qualificato

## Nazioni ospitanti
| Edizioni | Nazione            | Anno/i |
| -------- | ------------------ | ------ |
| 1        | Samoa              | 1994   |
| 1        | Isole Cook         | 1998   |
| 1        | Polinesia francese | 2000   |

## Esordienti
| Anno | Paese ospitante    | Nazionali esordienti                  |
| 1994 | Samoa              | Tahiti, Tonga, Samoa, Samoa Americane |
| 1998 | Isole Cook         | Isole Cook                            |
| 2000 | Polinesia francese | Nessuna squadra esordiente            |